# 예수가 사랑한 제자

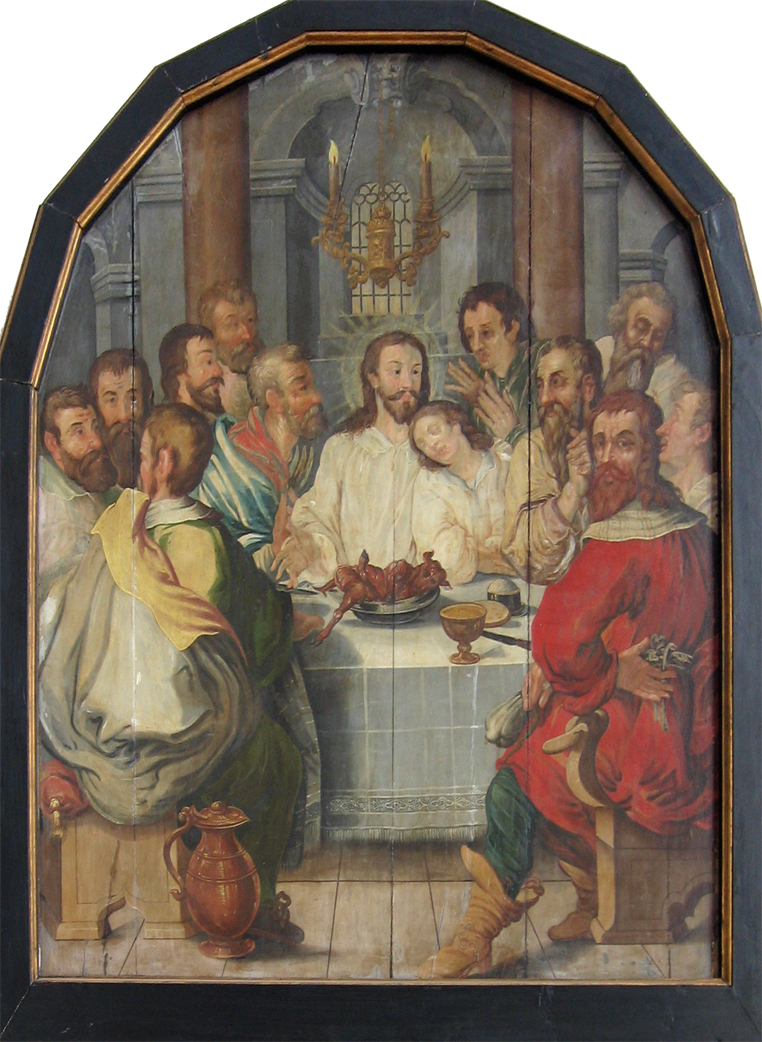
전통적으로 최후의 만찬에서는 사랑하는 제자는 예수에 기대어 걸리듯이 근처에 그려진다

예수가 사랑한 제자 또는 사랑하는 제자는 정전 복음서에서는 '요한 복음서'에만 등장하는 인물이다. 전통적으로 사도 요한이라고 이해되고 있지만, 또 다른 가설도 있다.
제4 복음서라고도 불리는 '요한 복음서'의 마지막에 있는 기술에 의해서, 그 저자가 나타난다. 익명의 '이 제자'는 '예수가 사랑한 제자' 혹은 '사랑하는 제자'로서 동서에 가끔 등장하지만, 다른 복음서들 (공관복음서)에는 등장하지 않는다.
영어로는 The Beloved Disciple로서 자주 고유 명사적으로 다루어진다.
'요한 복음서'에서의 '예수가 사랑한 제자'가 누구인가와 요한 복음서의 저자가 누구인가와는 무연은 아니다. 왜냐하면, '요한에 의한 복음서'는 기독교 요한파의 누군가에게 따라 쓰여진 것이므로, '요한에 의한 복음서'의 서기가 사도 요한을 높이려는 것은 필연적기 때문이다.

## 사도 요한
실제의 요한 복음서의 저자가 누구든, 동서에 등장하는 '예수가 사랑한 제자' 혹은 '사랑하는 제자'는 사도 요한을 가리키는 것으로 여겨져 왔다. 그 근거는 다음 2이다.
이레네오에 의한 전승
이레네오가 2세기 후반에 적은 '이단 반박'에 의하면, 그가 아이 때 사사하고 있던 폴리카르포스 등에서 요한 복음서가 사도 요한에 유래한다고 듣고 있었다는 것. 이를 기초로 이레네오는 동서로 '주의 가슴에 의해 걸려 있던 주의 제자 요한은 아시아의 에페소에 있었을 때, 그의 복음서를 냈다'라고 쓰고 있다.
사도 요한이 이 책에는 등장하지 않는 것
공관복음서에서는 베드로에 뒤잇는 제자라고 주목받는 사도 요한은 요한 복음서로는 단지 한 곳, '제베다이의 아이들'로서 기록되고 있을 뿐으로, 사도 요한의 이름은 일체 나오지 않는다. 익명의 '예수가 사랑한 제자'는 베드로라고 대가 되어 등장하는 것이 많다. 공관복음서를 보면, 자주 중요한 장면에서 베드로, 야곱, 요한의 3명이 예수에 동행한다. '루카 복음서', '사도행전'에서는 베드로와 요한의 2명이 모두 행동하고 있다.

## 그 외의 인물
한 편, 요한 복음서의 '예수가 사랑한 제자'는 사도 요한 (제베다이의 아이)은 아니라는 론은 다음 점을 든다.
1. 공관복음서로 제베다이의 아이 요한이 입회하고 있었음이 분명한 중요한 장면, 예수의 변모[6], 게트세마네의 기원[7]의 장면이 요한 복음서에는 쓰여지지 않았다.
2. 공관복음서에 의하면, 제베다이의 아이 요한은 예수가 갈릴리에서 선교를 시작한 최초부터 예수와 동행하는 제자이다. 그런데 요한 복음서에는 가리라야로의 에피소드가 적고, 예루살렘와 그 근교의 베다니에서의 에피소드가 대부분을 차지한다.
3. '예수가 사랑한 제자'는 마지막 만찬에 첫 등장 해, 그 이후 밖에 등장하지 않는다.
4. 대사제의 아는 사람인 '이 제자'[8]도 '예수가 사랑한 제자'와 동일 인물이라고 하면, 가리라야의 어부인 제베다이의 아이 요한이 대사제의 아는 사람인 것은 부자연.

'예수가 사랑한 제자'가 제베다이의 아이 요한이 아니라면 누구인가라는 점에 대해서는 제설이 있다. 그 예를 든다.
1. 제베다이의 아이 요한과는 딴사람의 장로 요한
2. '사도 언행록'[9]혹은 파울로스 서신에 등장하는 '마르코로 불리는 요한'
3. 요한 복음서에 등장하는 라자로
4. '마르코 복음서'[10]에 등장하는 '한 명의 젊은이'
5. 마리아 막달레나
6. 토마스
7. 이스가리옷 유다
8. 제자의 이상의 모습을 추상화한 가공의 존재

## 사도 요한과 마리아 막달레나

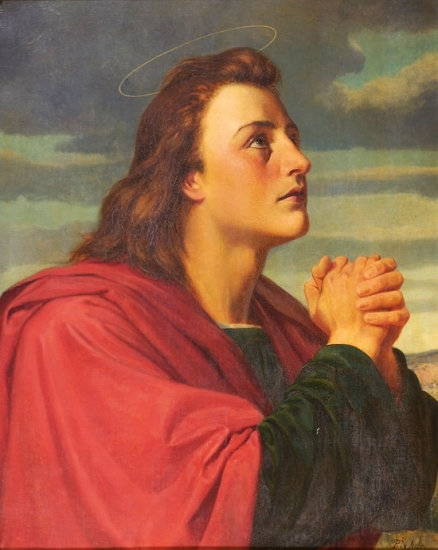
홍안의 젊은이의 모습으로 그려진 사도 요한 (19세기)

'예수가 사랑한 제자'가 누구이든, 이 인물은 소년 (혹은 여성)으로 상상되고 있다. 그것은 다음 이유에 의한다.
1. 베드로에는 '나의 어린 양을 기르세요'[11]와 교단의 리더를 탁되어 예수가 가장 사랑하고 있었다고 생각되는 이 제자에게는 그 종의 책임은 지게 하지 않았던[12]. 이 제자는 마리아를 인수하고 있다[13].
2. '이 제자가 죽지 않는다는 소문'[14]이 화제가 될 정도로 제자들의 사이에 길게까지 살아 있었다고 생각된다.
3. 성년 남자의 제자라면 예수의 동료로서 베드로와 같이 검문당할 위험이 있는, 대사제 저택[15]이나 십자가의 아래에 모습을 나타내고 있다[16].
4. 마지막 만찬의 자리에서 예수의 가슴 아래에 의지하고 있다[17].

신개역 등 일본어 번역 성서 속에는, 마지막 만찬의 장면에서 '예수의 가슴 아래에 의지하고 있었다'를 번역하고 있지 않는 것도 있기 때문에, 이 부분이 별로 마음에 둘 수 없었다는 사정이 있다. 서구에서는 본서의 이 기술로부터, 마지막 만찬을 그리는데, 전통적이게는 사도 요한인 이 제자를 아이가 없는 여성적인 소년의 모습으로 예수의 근처에 두는 것이 통례이다 (레오나르도 다 빈치 '최후의 만찬' 등을 참조).
이 제자는 베드로와 대로 등장하는 것이 많지만, 십자가 아래나 비운 예수의 무덤을 방문하는 장면 (20:2) 등, 마그다라의 마리아와 함께 등장하는 것도 많다. 이 때문에인가, 사도 요한은 아이가 없고 여성적이고 금발, 옷도 주홍색이라는, 마그다라의 마리아와 공통되는 그림모양이 이용되고 있다. 일부에는 사도 요한은 마그다라의 마리아와 약혼하고 있었다는 설화조차 있다. 동방에서 믿어지는 전설에서는 사도 요한은 마그다라의 마리아와 함께 예수의 어머니 마리아를 동반 에페소로 옮겨 살았다고 한다.

## 같이 보기
- 요한 복음서
- 사도 요한
- 복음사가 요한